# ロクサーヌ・シャンテ
ロクサーヌ・シャンテ（Roxanne Shanté、本名: ロリータ・シャンテ・グッデン、1969年11月9日 - ）は、アメリカの女性ラッパー。ニューヨーク州クイーンズに生まれ、公営クイーンズブリッジ住宅で育った。1984年の『ロクサーヌ・リベンジ』がニューヨーク界隈だけでも25万枚を超えるヒットを記録し、それをきっかけとして「ソロ」の女性ラッパーの草分け的存在となった。

## 経歴
彼女のラッパーとしてのキャリアは14歳のときに始まった。ある日彼女は、ティローン・ウイリアムス、DJのミスターマジック、音楽プロデューサーのマーリー・マールの3人が、UTFOというグループが自分たちの企画したイベントを途中ですっぽかして帰ったという話をしているのを偶然耳にした。そこでシャンテは彼らに、UTFOの最新ヒットであり、メンバーの誘惑を無視した女性についての曲『ロクサーヌ、ロクサーヌ』に答える曲の録音を行わせてくれないかと頼んだ。3人はその申し出を受託し、結果『ロクサーヌ・リベンジ』が世に出ることになった。
UTFOに対して挑戦的で、ちょっとした物議を醸したこの曲によって彼女は一躍ヒップホップ界の注目の的となった。また同時に、「ロクサーヌ戦争」と呼ばれるラップを通じた対立が巻き起こった。シャンテは、以前彼女を「スパーキーズ・ターン、ロクサーヌ・ユア・スルー」（Sparky's Turn, Roxanne You're Through）でディスしたことのある女性ラッパー、スパーキーDとも共演レコードを発表した。この後、音楽プロデューサーで、ヒップホップの世界で影響力の強いマーリー・マールが彼女のトラックの殆どを提供していくことになる。
MCとして、シャンテは1曲を通して、のびのびと即興ラップを行うことができるという非凡な才能を持っていた。即興一発で録音を終えたと言われている『ロクサーヌ・リベンジ』は、その典型であった。ただし、UTFOがこのときの録音に自分たちのトラックが使われたことに対して告訴したので、オリジナル版が再録音された。殆どの人々が聞きなれているのは、1984年に発売されたこの再録音版である。
1990年には、リック・ジェームスとの競演作『ルーシー・ラップ』がソウル・チャートで小ヒットとなったが、その後彼女のキャリアは下降線をたどった。
2000年にはイギリス人音楽プロデューサーのメコン提供のトラックで、カムバック曲『ワッツ・ゴイン・オン』を発表した。しかし、やがて著作権問題、他の音楽制作者との音楽性の相違、減給、自身の妊娠など様々な出来事が起こり、ロクサーヌ・シャンテは異なる方向に歩むことを決意する。そして、他のアーティストの楽曲への客演を除き「25歳で音楽業界からの引退を決意」した。その後、心理学の博士号を修め、クイーンズに戻った。彼女は心理学者として活動しており、メディアなどに露出する場合、ロクサーヌ・シャンテ博士という呼称を希望している。彼女は既婚者であり、2人の子供の母である。

## ディスコグラフィ
スタジオ・アルバム
- Bad Sister (1989年)
- The Bitch Is Back (1992年)